# Zamek w Redondo
Zamek w Redondo (port: Castelo de Redondo) – średniowieczny zamek w miejscowości Redondo, w regionie Alentejo (Dystrykt Évora), w Portugalii. 
Leży na południowym stoku Serra de Ossa, 24 km na południowy zachód od prawego brzegu rzeki Gwadiana. Jest częścią sieci zamków na północy Alentejo, przebudowanych przez Dionizego I (1279-1325) i przekazanych szlachcie w późnym średniowieczu i znaczącą przebudową okresie manuelińskim. Ze szczytu wieży można zobaczyć zamek Evoramonte i Serra de Ossa w orientacji północno-zachodniej.
Budynek jest klasyfikowany jako Pomnik Narodowy od 1946. 